# Università tecnica di Eindhoven
La Eindhoven University of Technology (Olandese: Technische Universiteit Eindhoven, abbr. TU/e) è un istituto universitario a carattere scientifico-tecnologico con sede nella città di Eindhoven (Brabante Settentrionale, Paesi Bassi). È stata fondata dal governo olandese il 23 giugno del 1956 ed è rimasta conosciuta con il nome Technische Hogeschool Eindhoven fino al 1980. È il secondo istituto di questo tipo fondato nei Paesi Bassi, preceduto solamente dalla Delft University of Technology di Delft. 
Il motto dell'università è Mens agitat molem (La mente mette in moto la materia).
Il campus dell'università ha sede nel centro della città di Eindhoven, a nord della stazione ferroviaria principale. A oggi, l'università conta approssimativamente 240 professori universitari, 10 000 studenti, e 1 150 studenti post laurea (PhD, PDEng e Post-doc), oltre a circa 3 000 unità di personale tecnico-amministrativo.
L'università è situata in una zona caratterizzata dalla presenza di molte aziende con un forte interesse nella ricerca e sviluppo a carattere tecnologico (principalmente Philips e DAF).
Dal 1º maggio 2015, Il Professor (Prof.dr.ir.) F.P.T. Baaijens ha assunto la carica di magnifico rettore. Nel 2016 l'università ha celebrato il 60º anniversario.